# Mascutes
Os mascutes eram um povo de língua iraniana que habitou a região de Mascute no nordeste do moderno Azerbaijão e no sul do Daguestão.

## Origem e cultura

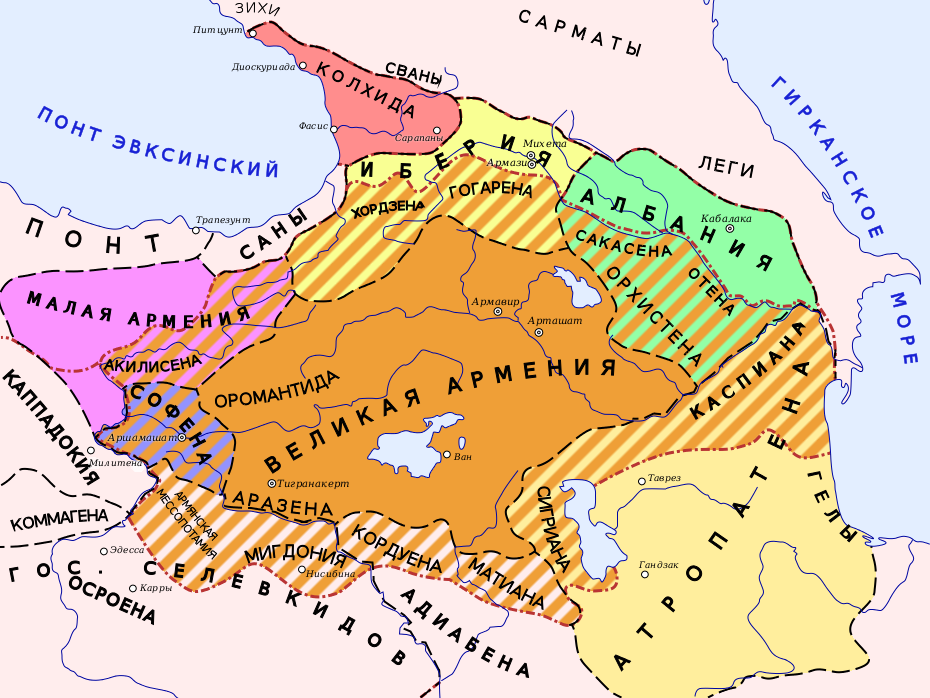
Transcaucásia nos séculos II a, em História Mundial, vol. 2, M., 1956.

O nome é, na verdade, uma variante do nome dos masságetas, que habitavam a área desde o século I d.C. (mencionados nessa área já em Heródoto e Plínio, o Velho). Alguns autores consideram que esses últimos são os parentes mais próximos dos antigos alanos, enquanto outros, com base nas evidências de Amiano Marcelino e Dião Cássio, consideram que fazem parte da união tribal alana.
De acordo com alguns autores, os mascutes, ou masságetas, eram conhecidos nesses territórios desde a época da rainha Tômiris. Sua pertença às tribos citas também é confirmada por vários autores, tanto antigos quanto novos (por exemplo, Amiano Marcelino não via diferença entre alanos e mascutes).
Vários historiadores associaram os mascutes aos muski (que foram identificados com o bíblico Meseque), bem como aos mossineques, macrones e moscos. A versão sobre a conexão entre os descendentes de Meseque e os povos eslavos é aceita pela Sinopse de Kiev, publicada pela primeira vez em 1674.
Alguns autores acreditam que os mascutes são arqueologicamente representados por um cemitério de catacumba dos séculos IV-V, localizado na colina Palasa-sirte, ao sul de Derbente; os ritos funerários são próximos aos alanos.